# Octavio Vial
Octavio Vial (1919. december 26. – 1989. január 19.) mexikói labdarúgó, edző.

## Pályafutása
Teljes karrierjét egy csapatban, a Club Américában töltötte, ahol tizenhárom év alatt 148 gólt szerzett. A csapat történetének harmadik legeredményesebb gólszerzője Luis Roberto Alves (190) és Cuauhtémoc Blanco (152) után.
Játékospályafutása befejezése után edzősködni kezdett, többek között irányította a mexikói válogatottat is, az 1950-es vb-n ő volt a nemzeti csapat szövetségi kapitánya.

## Sikerei, díjai

### Játékosként
- Kupagyőztes: 1937-38

### Edzőként
- Kupagyőztes: 1953-54, 1954-55
- Szuperkupa-győztes: 1955